# العلاقات الفيجية الكوستاريكية
العلاقات الفيجية الكوستاريكية هي العلاقات الثنائية التي تجمع بين فيجي وكوستاريكا.

## مقارنة بين البلدين
هذه مقارنة عامة ومرجعية للدولتين:
| وجه المقارنة                                              | فيجي                                                                 | كوستاريكا                                 |
| --------------------------------------------------------- | -------------------------------------------------------------------- | ----------------------------------------- |
| المساحة (كم2)                                             | 18.27 ألف                                                            | 51.10 ألف                                 |
| عدد السكان (نسمة)                                         | 915.30 ألف                                                           | 4.91 مليون                                |
| الكثافة السكانية (ن./كم²)                                 | 50.1                                                                 | 96.09                                     |
| العاصمة                                                   | سوفا                                                                 | سان خوسيه                                 |
| اللغة الرسمية                                             | لغة إنجليزية، اللغة الفيجية، اللغة الفيجي الهندية، اللغة الهندستانية | اللغة الإسبانية                           |
| العملة                                                    | دولار فيجي                                                           | كولون كوستاريكي                           |
| الناتج المحلي الإجمالي (بليون دولار)                      | 5.06 مليار                                                           | 57.06 مليار                               |
| الناتج المحلي الإجمالي (تعادل القوة الشرائية) بليون دولار | 8.32 مليار                                                           | 74.98 مليار                               |
| الناتج المحلي الإجمالي الاسمي للفرد دولار أمريكي          | 4.96 ألف                                                             | 11.26 ألف                                 |
| الناتج المحلي الإجمالي للفرد دولار أمريكي                 | 8.79 ألف                                                             | 14.92 ألف                                 |
| مؤشر التنمية البشرية                                      | 0.727                                                                | 0.766                                     |
| رمز المكالمات الدولي                                      | +679                                                                 | +506                                      |
| رمز الإنترنت                                              | .fj                                                                  | .cr، قائمة نطاقات المستوى الأعلى للإنترنت |
| المنطقة الزمنية                                           | ت ع م+12:00                                                          | 00                                        |

## منظمات دولية مشتركة
يشترك البلدان في عضوية مجموعة من المنظمات الدولية، منها:
| علم المنظمة | اسم المنظمة                               | تاريخ انضمام فيجي | تاريخ انضمام كوستاريكا |
| ----------- | ----------------------------------------- | ----------------- | ---------------------- |
|             | الاتحاد البريدي العالمي                   | ?                 | ?                      |
|             | يونسكو                                    | 14 يوليو 1983     | 19 مايو 1950           |
|             | البنك الدولي للإنشاء والتعمير             | 28 مايو 1971      | 8 يناير 1946           |
|             | منظمة التجارة العالمية                    | ?                 | ?                      |
|             | وكالة ضمان الاستثمار متعدد الأطراف        | 24 سبتمبر 1990    | 8 فبراير 1994          |
|             | الاتحاد الدولي للاتصالات                  | 5 مايو 1971       | 13 سبتمبر 1932         |
|             | منظمة الشرطة الجنائية الدولية             | ?                 | ?                      |
|             | مؤسسة التمويل الدولية                     | 12 يوليو 1979     | 20 يوليو 1956          |
|             | الأمم المتحدة                             | 13 أكتوبر 1970    | 2 نوفمبر 1945          |
|             | مؤسسة التنمية الدولية                     | 29 سبتمبر 1972    | 30 يونيو 1961          |
|             | منظمة حظر الأسلحة الكيميائية              | ?                 | ?                      |
|             | المركز الدولي لتسوية المنازعات الاستشارية | 10 سبتمبر 1977    | 27 مايو 1993           |

## وصلات خارجية
- موقع وزارة الخارجية الفيجية
- موقع وزارة الخارجية الكوستاريكية